# Robert von Kræmer
Anders Robert von Kræmer (i riksdagen kallad von Kræmer i Stockholm, senare von Kræmer i Stenhammar), född 6 februari 1825 i Stockholm, död där 13 mars 1903, var en svensk godsägare, militär, hovmarskalk, språkforskare och riksdagsman. von Kræmer blev friherre 1880.

## Biografi
Robert föddes som son till landshövdingen Robert Fredrik von Kræmer och Maria Charlotta Söderberg. von Kræmer avlade studentexamen i Uppsala 1841, kansliexamen 1843 och utsågs till filosofie hedersdoktor i Uppsala 1893. Han var hovmarskalk från 1892 och riksdagsledamot för Ridderskapet och adeln 1850–1866 och ledamot av riksdagens första kammare 1876–1894, invald i Älvsborgs läns valkrets, samt från 1897 till sin död 1903, invald i Jämtlands läns valkrets. 
Kræmer samarbetade ofta med Lantmannapartiet, var ledamot av Statsutskottet 1878–1888 och 1892–1893, av Särskilda utskottet 1892 samt var flera gånger statsrevisor. Han var specialist på försvarsfrågor, bland annat ledamot av Lantförsvarskommittén 1880–1882, frihandlare och reformvän. År 1897 tilldelades han det Kungliga priset.
Han skrev även dikter, reseskildringar och språkliga uppsatser. 1905 utgavs hans samlade skrifter i tre band av Ruben G:son Berg.
von Kræmer var gift med Henriette von Holst, dotter till Hans Gram von Holst. I äktenskapet föddes en dotter. Familjen von Kræmer är begravda på Östra kyrkogården i Flen.

### Skönlitteratur
- Nordens natur : skaldestycke. Bonnier. 1851. Libris 677577
- Sydfrukter : dikt. Samson & Vallin. 1853. Libris 2501574
- Diamanter i stenkol   : dikt. Bonnier. 1857. Libris 13455262. http://litteraturbanken.se/#!/forfattare/KraemerARvon/titlar/DiamanterIStenkol/sida/I/etext
- Skandinavismen. Upsala. 1857. Libris 3004990
- Om Atterbom : bidrag till hans bild. Bonnier. 1861. Libris 3169656
- Brutna toner : [dikter]. 1865. Libris 10124487
- Dikter. Samson & Wallin. 1867. Libris 1582659
- Pegasernas stall : i ett album öfverlämnadt till skalden Carl Snoilsky på hans femtionde årsdag. 1893. Libris 10124379
- Familjen Ragout : Julklappsverser / af R. v. K. 1900. Libris 2752544

### Varia
- Om språkfrågan. 1858. Libris 477905
- Två resor i Spanien. Huldberg. 1860. Libris 2219977
- En utflygt till Sorö. 1861. Libris 2752545
- En vinter i orienten : Reseanteckningar från Egypten, Nubien, Sinai och Palestina. Samson & W. 1866. Libris 1582660
- Svensk metrik på grundvalen af musikens rytmik. Häfte 1–2:1. 1874–1893. Libris 2153520
- Om enstafviga ords rytmiska värde i svenskan. Samson & Wallin. 1882. Libris 1598175
- Stenhammars-boken. Libris 1626550
- Om predikativet utförligt. 1–3. Förf :n. 1896–1898. Libris 1663190
- Om trestafviga ords användning i vers. 1899. Libris 430424
- Vägar på hvilka talspråkets verbregel intränger i skriftspråket. 1902. Libris 2752546

### Samlade skrifter
- Samlade skrifter. Del 1–3 / utgifvna af Ruben G:son Berg. Norstedt. 1905. Libris 1296287

## Utmärkelser
- Riddare av Sankt Olavs orden,  22 juni 1864[2]
- Riddare av Svärdsorden,  11 maj 1865[2]
- Riddare av Dannebrogorden,  8 juni 1867[2]
- Riddare av Sankt Mauritius och Sankt Lazarusorden,  26 juli 1867[2]

[Redigera Wikidata]